# 꽃받침

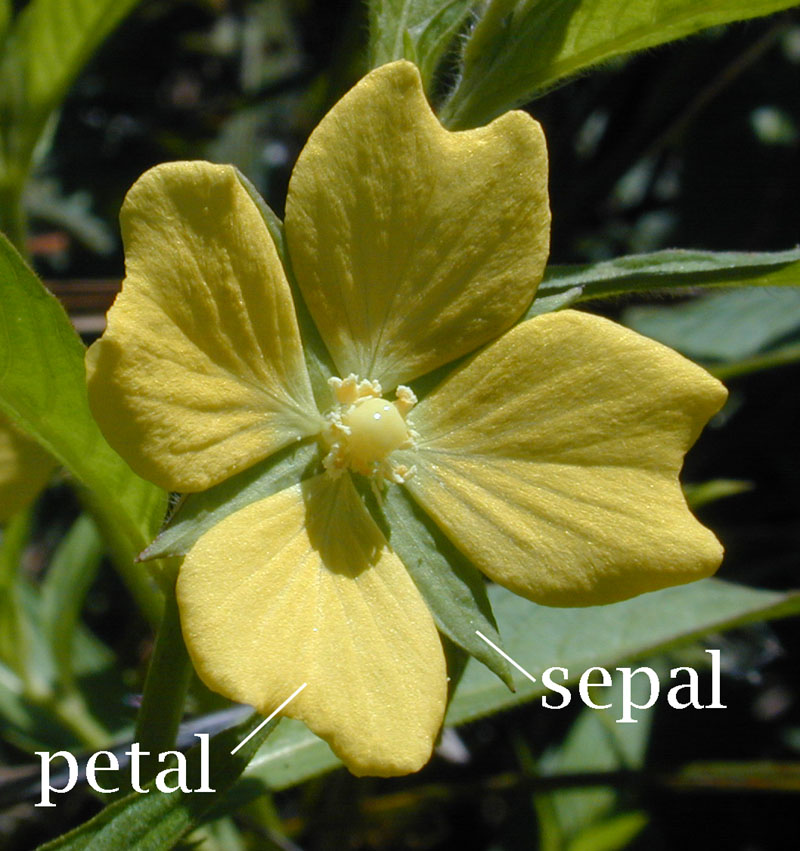
오른쪽(sepal)이 꽃받침이다.

꽃받침 또는 화상(花床)은 속씨식물에 속하는 꽃의 한 부분으로, 바깥쪽 꽃덮이를 가리킨다. 간단히 악(萼)이라고도 한다. 심피, 수술, 꽃잎과 더불어 꽃의 주 구성 요소 가운데 하나이다. 대부분의 꽃에서 꽃받침은 녹색이며 더 눈에 잘 보이는 꽃잎 밑에 위치한다.
또 색이 다양하다. 꽃잎을 싸서 보호를 하며 씨방도 같이 보호한다.

## 같이 보기
- 식물형태학